# 1.FKドルノヴィツェ
1.FKドルノヴィツェ（チェコ語: 1.Fotbalový Klub Drnovice）は、チェコの南モラヴィア州のドルノヴィツェをホームタウンとしていたサッカークラブ。

## 歴史
2000年、UEFAカップでTSV1860ミュンヘンと対戦した。2002年に財政問題により、FKマリラ・プシーブラムにファーストチームの9選手を売却した。クラブは財政問題で3部リーグのモラヴスコスレスカー・フォトバロヴァー・リガに降格したが、2004年に3シーズンぶりとなるガンブリヌス・リガ復帰を果たした。2006年、当時所属していたフォトバロヴァー・ナーロドニー・リガから撤退した。

## 欧州の成績
| シーズン | 大会       | ラウンド | 対戦相手                     | ホーム | アウェー | 合計 |
| -------- | ---------- | -------- | ---------------------------- | ------ | -------- | ---- |
| 2000-01  | UEFAカップ | 予選     | FKブドゥチノスト・バノヴィチ | 3-0    | 1-0      | 4-0  |
| 2000-01  | UEFAカップ | 1回戦    | TSV1860ミュンヘン            | 0-0    | 0-1      | 0-1  |

## 歴代所属選手
- マルティン・ミュラー 1996-2001
- パベル・ジェハーク 1998
- ズデニェク・グリゲラ 1998-2000
- ヤン・ホレンダ 2004-2005
- ヴラディミル・ヴァイス 1993
- マレク・スピラール 1993-1995

## 歴代監督
- カレル・ブリュックナー 1994-1995